# Hemisphaerius typicus
Hemisphaerius typicus är en insektsart som beskrevs av Walker 1857. Hemisphaerius typicus ingår i släktet Hemisphaerius och familjen sköldstritar. Inga underarter finns listade i Catalogue of Life.